# Alfons Dopsch
Alfons Dopsch (Lobositz, 14 de junio de 1868 - Viena, 1 de septiembre de 1953) fue un medievalista y diplomático austríaco.

## Vida

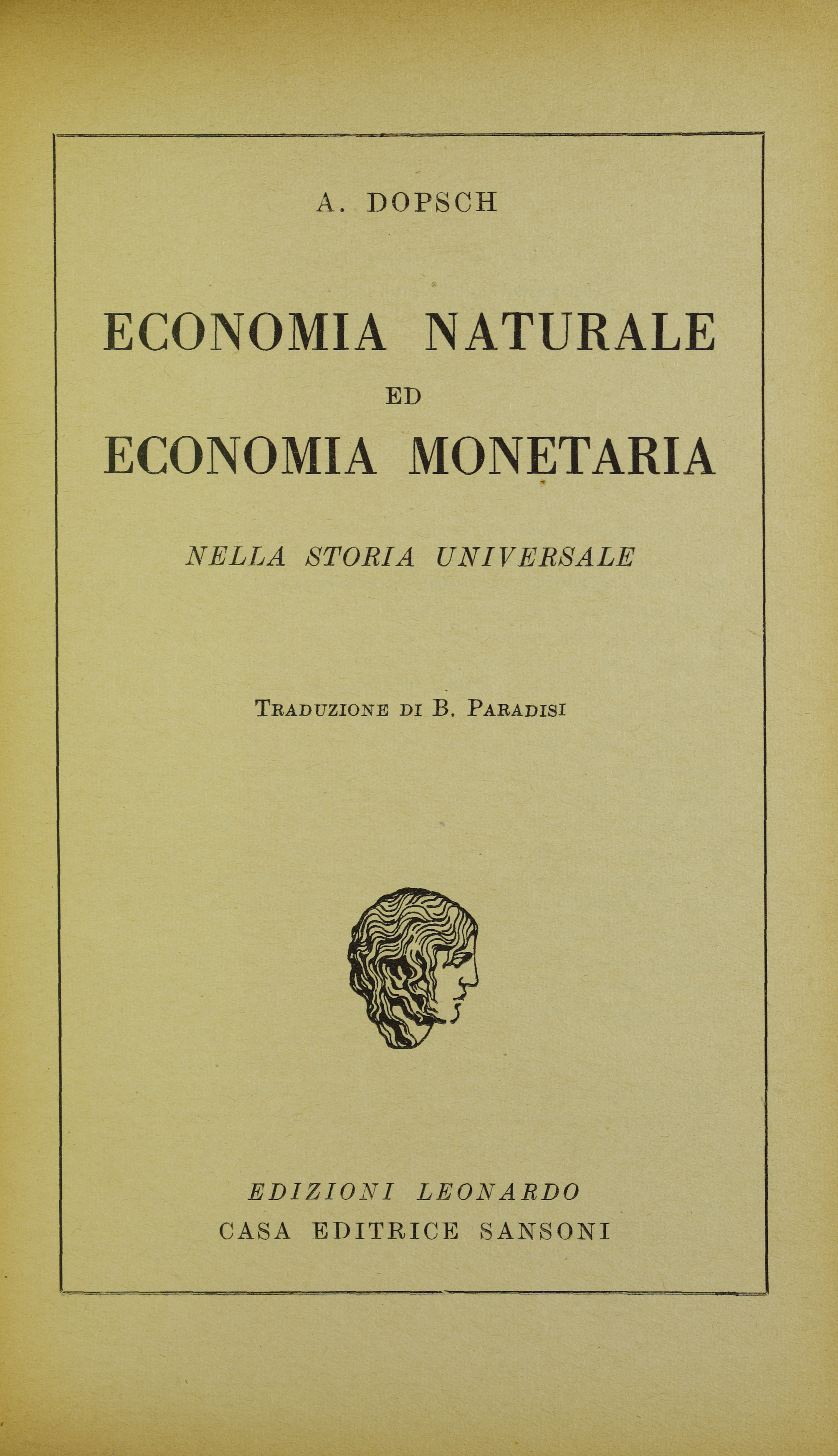
Edición italiana de Naturalwirtschaft und Geldwirtschaft in der Weltgeschichte, trad. Bruno Paradisi, Florencia, Sansoni, 1949.

Alfons Dopsch estudió en la Universidad de Viena desde 1886, donde se doctoró en 1890. Su disertación, La batalla de Lobositz (1 de octubre de 1756), de temática elegida en base a la referencia histórica local, fue una de las pocas contribuciones de Dopsch a la historia moderna.
Entre 1889 y 1891 trabajó en el Instituto de Investigaciones Históricas de Austria. Desde mayo de 1892, Dopsch fue miembro del Departamento III (Diplomática) de la Monumenta Germaniae Historica, entonces dirigida por Ernst Dümmler, con la tarea de publicar los documentos carolingios al respecto. Este trabajo le permitió familiarizarse con la investigación documental, en la línea marcada por el positivismo historiográfico. Pronto publicación varias ediciones de documentos, valiosos aún en la actualidad para estudiar la Edad Media centroeuropea. Entre otros, destacan los Documentos seleccionados sobre la historia constitucional de las tierras hereditarias germano-austríacas en la Edad Media (1895) o los dos volúmenes sobre Los cartularios de la Baja y Alta Austria de los siglos xiii y xiv (vol. 1, 1904) y Los cartularios completos principescos de Estiria de la Edad Media (vol. 2, 1910).
En 1893, a la edad de 25 años, Dopsch completó su habilitación en la Universidad de Viena. En 1898 fue nombrado profesor asociado y dos años después catedrático de Historia en la misma. En 1916-17 fue decano de la Facultad de Filosofía y en 1920-21 rector universitario. Tras rechazar una oferta de la Universidad de Berlín, en 1922 fundó el Seminario de Historia Económica y Cultural en Viena. Finalmente, en 1936 se retiró.
A lo largo de su trayectoria académica, Dopsch fue uno de los pocos historiadores austríacos de habla alemana que mantuvo contacto con la escuela francesa de los Annales. La traducción de sus principales obras y la obtención de membresías honoríficas y doctorados honoris causa en las universidades de Praga y Oxford reflejan su proyección en el extranjero. Entre 1908 y 1951, Dopsch fue miembro de la Comisión Estatal de Historia de Estiria, desde 1909 participó en la Academia Austríaca de Ciencias y en 1949 ingresó como miembro extranjero honorario en la Asociación Histórica Estadounidense.
En términos políticos, Dopsch se alineó con los defensores de la Gran Alemania. Marcado por el resentimiento antieslavo, desde el final de la Monarquía Habsburgo en 1918 abogó por la unión entre Austria y Alemania. Dopsch fue miembro del influyente Deutschen Klub, una asociación nacionalista alemana creada en Viena en 1908, posteriormente también integrada por nacionalsocialistas; y la Deutsche Gemeinschaft, creada en 1919, de carácter antisocialista y antisemita. No obstante, a su seminario asistieron muchos socialdemócratas. Junto a su colega Ludo Moritz Hartmann, Dopsch parece haber sido de los pocos académicos de referencia para las mentes críticas de izquierda en el campo de la historia. En 1934, bajo el gobierno austro-fascista de Engelbert Dollfuss, Dopsch fue amenazado con el despido y el cierre de su seminario; en esta época se unió al Frente Patriótico, partido en el poder. A pesar de ello, el ministro de Educación Hans Pernter disolvió el seminario y jubiló a Dopsch en 1934, sin resistencia en la Facultad, donde existían fuertes rivalidades personales y resentimientos contra él, especialmente con Heinrich von Srbik y Otto Brunner.
Entre 1933 y 1936, Dopsch fue miembro de la Asociación de Profesores Universitarios Nacionalsocialistas de la Universidad de Viena. Después de la anexión de Austria en 1938, su solicitud de presentación fue rechazada, y se vio obligado a dimitir del Comité Internacional de Historiadores; no obstante, permaneció involucrado en comités y círculos extrauniversitarios. Pareció haber rechazado una oferta para enseñar después de la intercesión de su asistente y compañera Erna Patzelt. Aun así, recibió la Medalla Goethe de Arte y Ciencia en 1943.
Después del final de la Segunda Guerra Mundial, Dopsch emprendió una campaña para excluir a todos los antiguos miembros del NSDAP de la Academia de Ciencias de Austria, pero sin éxito. En 1953 recibió el Anillo de Honor de la Ciudad de Viena. Murió ese mismo año y fue enterrado en el cementerio de Sievering. Desde 1954, la Dopschstraße del distrito vienés de Floridsdorf lleva su nombre.
Su principal campo de trabajo fue la Alta Edad Media, centrado en la historia regional de Austria. Basándose en la historia económica territorial, Dopsch intentó demostrar una continuidad entre la Antigüedad y la Edad Media y criticó las tesis sobre el declive de la civilización romana durante las migraciones germánicas de los siglos iv y v. Su interpretación de Los fundamentos económicos y sociales del desarrollo cultural europeo desde la época de César a Carlomagno (2 vols., 1918-20) está considerada un clásico. Sin embargo, sus frecuentes polémicas contra el consenso académico dificultó su recepción.

## Obras (selección)
- Die Wirtschaftsentwicklung der Karolingerzeit vornehmlich in Deutschland (2 vols., Weimar, Hermann Bohlaus Nachfolger, 1912-1913).
  - El desarrollo económico de la época carolingia principalmente en Alemania.
- Wirtschaftliche und soziale Grundlagen der europäischen Kulturentwicklung aus der Zeit von Cäsar bis auf Karl den Grossen (2 vols., Viena, L. W. Seidel und Sohn, 1918-20).
  - Los fundamentos económicos y sociales del desarrollo cultural de Europa: de César a Carlomagno (Madrid, Fondo de Cultura Económica, 1951).
- «Die historische Stellung der Deutschen in Böhmen», en Rudolf Lodgman von Auen (ed.), Deutschböhmen, Berlín, Ullstein & Co., 1919).
  - «La posición histórica de los alemanes en Bohemia», en Rudolf Lodgman von Auen (ed.), Bohemios alemanes.
- Naturalwirtschaft und Geldwirtschaft in der Weltgeschichte (Viena, L. W. Seidel und Sohn, 1930).
  - Economía natural y economía monetaria (México, Fondo de Cultura Económica, 1943).
- Herrschaft und Bauer in der deutschen Kaiserzeit. Untersuchungen zur Agrar- und Sozialgeschichte des hohen Mittelalters mit besonderer Berücksichtigung des südostdeutschen Raumes (1934).
  - Dominio y campesino en la época imperial alemana. Investigaciones sobre la historia agraria y social de la Alta Edad Media con especial consideración del área alemana suroriental (1934).